# De Haarmolen
Het restant van molen De Haarmolen (ook: molen Agtersmid) staat aan de Gemeenteweg 374 te Halfweg, gemeente Staphorst, Overijssel. Er is nog slechts een molenstomp te zien. 
Sinds 1928 is de molen na een storm onttakeld. De wieken zijn afgewaaid en nooit weer teruggeplaatst. De romp is een achtkantige bovenkruier. De oorspronkelijke vlucht bedroeg 22 m.